# Arvada (Wyoming)
Arvada és una concentració de població designada pel cens dels Estats Units a l'estat de Wyoming. Segons el cens del 2000 tenia 33 habitants.

## Demografia
Segons el cens del 2000, Arvada tenia 33 habitants, 18 habitatges, i 9 famílies. La densitat de població era de 6 habitants/km².
Dels 18 habitatges en un 27,8% hi vivien nens de menys de 18 anys, en un 27,8% hi vivien parelles casades, en un 16,7% dones solteres, i en un 50% no eren unitats familiars. En el 44,4% dels habitatges hi vivien persones soles el 22,2% de les quals corresponia a persones de 65 anys o més que vivien soles. El nombre mitjà de persones vivint en cada habitatge era d'1,83 i el nombre mitjà de persones que vivien en cada família era de 2,56.
Per edats la població es repartia de la següent manera: un 21,2% tenia menys de 18 anys, un 6,1% entre 18 i 24, un 24,2% entre 25 i 44, un 27,3% de 45 a 60 i un 21,2% 65 anys o més.
L'edat mediana era de 44 anys. Per cada 100 dones de 18 o més anys hi havia 136,4 homes.
La renda mediana per habitatge era d'11.875 $ i la renda mediana per família de 46.250 $. Els homes tenien una renda mediana de 0 $ mentre que les dones 0 $. La renda per capita de la població era de 13.500 $. Cap de les famílies i l'11,8% de la població estaven per davall del llindar de pobresa.

## Poblacions properes
El següent diagrama mostra les poblacions més properes.